# Túmulo de poço
Um túmulo de poço ou sepultura de poço é um tipo de estrutura de enterramento formada a partir de um poço estreito e profundo escavado na rocha natural. Os mortos eram colocados no fundo. Um grupo de túmulos de poço e câmara também incluem uma ou várias pequenas câmaras escavadas lateralmente desde a base do poço para deposição dos mortos.
A prática de escavar túmulos de poço foi em tempos amplamente disseminada mas os exemplos mais famosos são os de Micenas na Grécia datados de entre 1650 a.C. e 1500 a.C., associados com a chegada dos gregos ao Egeu. Estes túmulos de poço tinham cerca de 4 metros de profundidade e os mortos eram colocados em cistas situadas no fundo juntamente com ricas oferendas funerárias. A posição do poço era por vezes marcada com uma estela de pedra.